# Cardiff-by-the-Sea (California)
Cardiff-by-the-Sea, usualmente llamada Cardiff, es una comunidad costera estadounidense ubicada entre Encinitas y Solana Beach en el condado de San Diego, California. El Océano Pacífico se encuentra al oeste de Cardiff, Encinitas en su extremo noreste, y una playa y un lago en el sur. Con una población de menos de 12.000 habitantes, Cardiff-by-the-Sea funciona como parte de la ciudad de Encinitas, pero tiene su propio código postal (92007), a diferencia de las otras comunidades que forman parte de Encinitas: Leucadia y Olivenhain.
En 1911, la comunidad granjera de Cardiff inició a desarrollarse cuando J. Frank Cullen empezó a construir casas. Según la Cámara de Comercio de Cardiff, fue la esposa de Frank Cullen, oriunda de Cardiff, capital de Gales, quien lo persuadió de comprar el terreno donde se levanta la actual comunidad de Cardiff-by-the-Sea. Muchos nombres de calles de Cardiff son derivados de las ciudades natales de propietarios británicos que vivieron en la comunidad, como Birmingham, Oxford, Chesterfield y Mánchester, entre otras.

## Distrito escolar
Cardiff tiene su propio distrito escolar, y cuenta con dos escuelas: Cardiff Elementary y Ada Harris.
Cardiff Elementary School tiene del jardín de infantes hasta el segundo grado y Ada Harris Elementary School tiene de los grados tercero al sexto.[cita requerida]

## Residentes famosos
- Rob Machado, surfista profesional.
- Lili Simmons, actriz de cine y televisión.
- Jon Foreman, cantante y guitarrista de la banda Switchfoot.
- Lyn-Z Adams Hawkins, patinadora profesional.
- Frances Lee, actriz de cine mudo.
- Amanda Huntoon, jugadora profesional de vóleibol.